# 040 T Est 4901 à 4990
Les Eight wheel série 9 numéro 4901 à 4990 étaient des locomotives-tender étudiées pour les services de manœuvres de la Compagnie des chemins de fer de l'Est. À la formation de la SNCF, en 1938, la série fut réimmatriculée : 1-040 TA 901 à 990.

## Modélisme
Les 1-040 TA ont été reproduites à l'échelle HO par l'artisan LocoSet Loisir (Artmétal-LSL), il s'agissait d'un kit en métal à monter par l'amateur.